# Instituto de Aviação de Moscou
Instituto de Aviação de Moscou (Universidade Estatal de Tecnologia Espacial) (em russo:  Московский авиационный институт) é um dos principais estabelecimentos de ensino de alta qualidade em engenharia de Moscou.
A Universidade foi fundada a partir do departamento de mecânica em aviação de outro centro de estudos de engenharia, a Universidade Técnica Estatal Bauman de Moscou, a maior e mais antiga da Rússia, em 29 de agosto de 1930. O campus principal da presente localização foi criado em 1933.

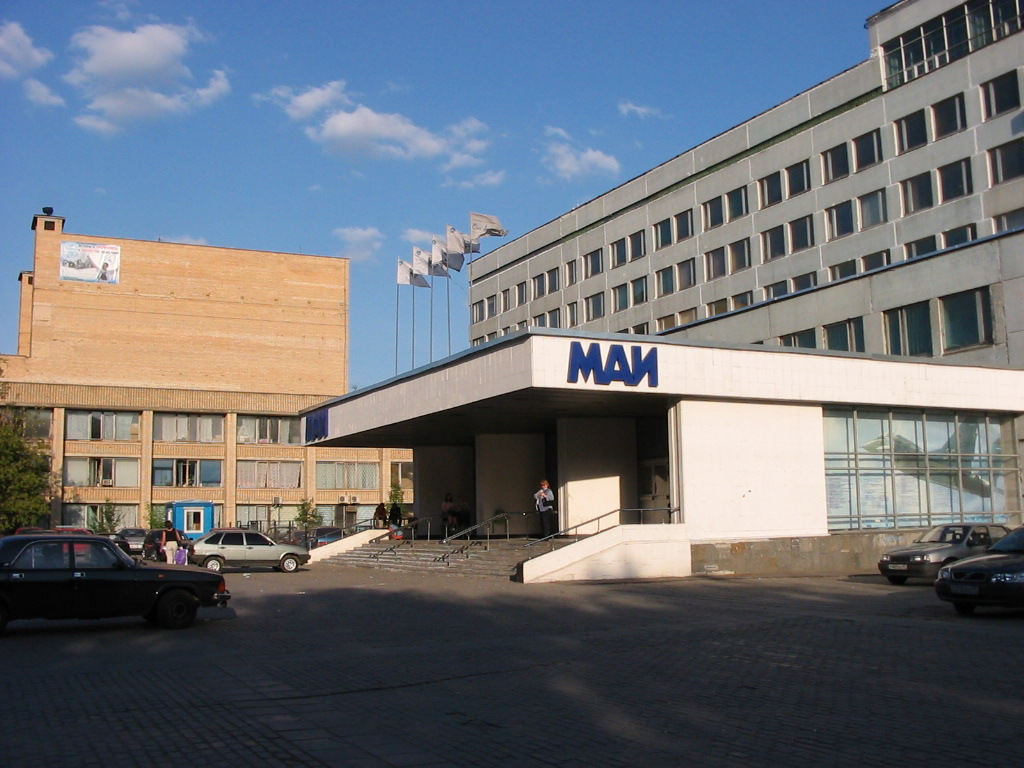
Prédio principal do Instituto.

Com o desenvolvimento da aviação e da chegada da Era Espacial, o centro tornou-se o mais importante estabelecimento de ensino em engenharia aeroespacial do país e uma universidade abrangendo todos os ramos da engenharia.
Entre outras cadeiras, a universidade tem cursos de Tecnologia em Aviação, Mecânica Aplicada, Física e Matemática Aplicada, Economia e Finanças, motores de avião e propulsão de sistemas, além de um curso de línguas estrangeiras.